# Кларк Хал
Кларк Лeнард Хал (24. мај 1884 — 10. мај 1952) је био амерички психолог који је настојао да учење и мотивацију објасни научним законима понашања. Хал је познат по својим дебатама са Едвардом Толманом. Такође је познат по свом раду у теорији нагона.
Хал је провео зрели део своје каријере на Универзитету Јејл, где га је ангажовао председник и бивши психолог Џејмс Роуланд Анђел. Извео је истраживања која показују да његове теорије могу предвидети понашање. Његови најзначајнији радови били су Математичко-дедуктивна теорија учења напамет (1940) и Принципи понашања (1943), који су утврдили његову анализу учења и условљавања животиња као доминантну теорију учења свог времена. Халов модел је изражен у биолошким терминима: организми трпе лишавање; лишавање ствара потребе; треба активирати нагоне; нагони активирају понашање; понашање је усмерено ка циљу; постизање циља има вредност преживљавања.
Он је можда најпознатији по ефекту или хипотези „градијента циља“, у којој организми троше непропорционалне количине напора у завршним фазама постизања циља нагона. Због недостатка популарности бихејвиоризма у модерним контекстима, данас се мало помиње или ставља у заграде као застарео. Без обзира на то, истраживање „Review of General Psychology“, објављено 2002. године, рангира Хала као 21. најцитиранијег психолога 20. века.

## Рад на мотивацији
Кларк Хал познат је по свом раду на психологији мотивације. Инспирисан радовима Павлова и сарадника, изучавао је навике, нагоне, а своју теорију назвао је теоријом поткрепљивања и изложио је у 17 постулата и 133 теореме. Основне идеје ове бихејвиористичке теорије биле су: одвијање органских, животних процеса у телу неке јединке изазива раст унутрашње тензије, потребе за узимањем неке материје из спољашње средине, или за отклањањем неке друге из тела. Ту се мисли на глад, жеђ и остале физиолошке потребе. Ову унутрашњу тензију Хал назива нагонске дражи. Оне су даље у акту задовољења повезују са активношћу јединке и то с одређеним типом понашања, оног које доводи до поништавања те унутрашње тензије. Ово повезивање је учење и тако се формирају навике. Редукција нагона је поткрепљење. Животиња и човек усвајају неке облике понашања који их успешно лишавају или редукују унутрашње тензије настале незадовољењем нагона. Ти облици понашања постају навике, а редукција нагонске тензије поткрепљује њихово формирање и трајност. Ово се дешава јер је редукција нагона и облик понашања који га лишава повезан у времену.
Сложеније типове понашања у којима поткрепљење следи само последњу у низу ланца акција, затим могућности корекција током реализације операција и друге појаве које се непосредном редукцијом тензије нису могле обухватити, Хал објашњава секундарним поткрепљењима - одложеним реакцијама, о ланцу условних рефлекса и томе слично. Реакције односно формирање навика се разликују по интензитету, а Хал пружа формулу:
sER = sHr * D
У овој формули симболи означавају: sER - реакциони потенцијал, тенденција да се јединка понаша на одређен начин, sHr - јачина навике, D - јачина нагона. Јачина навике по Халу зависи од многих фактора, али највише од броја поткрепљења. У основи ове бихејвиористичке теорије лежи S-O-R схема, јер Хал узима у обзир унутрашње стање организма (нагонске дражи). Халова теорија подржава идеју да је нагон поремећај хомеостазе. На Халов рад утицали су пре свега руска физиолошка школа на челу с Иваном Павловом, али и Едвард Торндајк. Павловљево схватање учењеа условљавањем, појмови поткрепљења, временске везе, одложене реакције, ланци научених радњи чине основни материјал за Халову теорију. Торндајков допринос био је његов "закон ефекта".
Експерименти нису били уклопиви у Халову теорију, па је он направио сложенију формулу:
sER = sHr * (D * К)
Нови симбол, К, представља инсентивну мотивацију (побуђујућу). 
Халова теорија подстакла је многе дебате и правце. Неки од праваца су указивали о улози емоција као поткрепљивача, а други о улози когниције у реализацији понашања. Халова теорија говори о нагонским дражима као нужном покретачу понашања. Критика је указивала на недостатак концепта задовољства, док је задовољење постојало као неки ход од минуса ка нули. Задовољство као позитиван, хедонистички ефекат у Халовој теорији није постојало. Ову критику је оснажило откриће Олдса и Милнера да у предњем хипоталамусу постоји центар за награду, или задовољство, назван "центар среће". Стимулисање једног малог места у предњем делу хипоталамуса, комисура антериор, изазвала је пријатност. Хал је због овог открића емоције сврстао у секундарне поткрепљиваче. 